# Die 25 …
Die 25 … war eine Rankingshow des deutschen Privatsenders RTL, die von RTL News GmbH produziert wurde. Die Sendung war ein konzeptgleicher Ableger der Sendung Die 10 ..., die ebenfalls bei RTL ausgestrahlt wurde.

## Inhalt
Die Titel der Sendungen lauten beispielsweise Die 25 aufregendsten Lovestories oder Die 25 emotionalsten TV-Momente des Jahres 2007. Diese werden in der etwa zweistündigen Sendung in einem Countdown nach und nach den Fernsehzuschauern präsentiert.

## Moderation
Die Rankingshow wurde durchgehend von Sonja Zietlow moderiert.